# Greensburg (Kansas)
Greensburg és una població dels Estats Units a l'estat de Kansas. Segons el cens del 2000 tenia 1.574 habitants.

## Demografia
Segons el cens del 2000, Greensburg tenia 1.574 habitants, 730 habitatges, i 453 famílies. La densitat de població era de 407,9 habitants/km².
Per edats la població es repartia de la següent manera: un 21,5% tenia menys de 18 anys, un 6,5% entre 18 i 24, un 20,5% entre 25 i 44, un 25,2% de 45 a 60 i un 26,4% 65 anys o més.
L'edat mediana era de 46 anys. Per cada 100 dones de 18 o més anys hi havia 88,1 homes.
La renda mediana per habitatge era de 28.438$ i la renda mediana per família de 39.188$. Els homes tenien una renda mediana de 28.426$ mentre que les dones 20.875$. La renda per capita de la població era de 18.054$. Entorn del 8,4% de les famílies i el 12,4% de la població estaven per davall del llindar de pobresa.

## Poblacions més properes
El següent diagrama mostra les poblacions més properes.